# Pedro Valdecantos García
Pedro Valdecantos García (Constantina (Sevilla), 27 de febrer de 1933 - Toledo, 28 de desembre de 2013) fou un professor d'universitat i polític andalús, senador durant la transició espanyola i governador civil durant el govern de Felipe González.
Es va llicenciar en filosofia i lletres per la Universitat de Madrid i fou professor d'història a diversos instituts de batxillerat, així com director del centre associat de la UNED a Cadis (1973-1976). De 1965 a 1968 també fou conservador del Museu de Belles Arts de Cadis, i el 1969 fou delegat del Ministeri d'Educació i Ciència a Cadis, càrrec que va deixar el 1972 en desacord per l'aplicació de la Llei General d'Educació. Tornaria a ocupar el càrrec de 1976 a 1979.
Durant la transició espanyola fa militar primer al Partit Andalús Social Demòcrata, amb el que es va presentar sense èxit a les eleccions generals espanyoles de 1977, i després a la Unió del Centre Democràtic (UCD). A les eleccions municipals espanyoles de 1979 fou el cap de llista d'UCD a l'alcaldia de Cadis. Tot i guanyar les eleccions, fou desplaçat per una coalició entre el PSOE, PCE i Partit Socialista d'Andalusia. Després fou vicepresident de la Diputació de Cadis i conseller d'agricultura de la Junta d'Andalusia preautonòmica fins a gener de 1980.
A les eleccions generals espanyoles de 1979 fou escollit al senador per la província de Cadis. Durant la legislatura fou vocal a les comissions d'hisenda, d'educació i de pressupostos. Després de l'ensulsiada de la UCD va ingressar al PSOE, qui el 1982 el va nomenar governador civil de Ciudad Real, càrrec que deixà l'any següent quan fou nomenat governador civil de Toledo, ciutat on seria molt popular. El 1989 deixà el càrrec i fou nomenat governador civil d'Alacant, càrrec que va ocupar fins 1992, quan fou nomenat governador civil d'Almeria. El 1994 deixà el càrrec i abandonà la política. Ha estat membre de l'Institut d'Estudis Gaditans

## Obres
- Paisaje tan mi voz, poesia (1975)
- Aproximación a la España Visigoda
- Los godos en el poema de Fernán González
- La crisis de la burguesía mercantil gaditana
- La revolución de 1868 en Cádiz